# Kuschelina barberi
Kuschelina barberi är en skalbaggsart som först beskrevs av Blake 1954.  Kuschelina barberi ingår i släktet Kuschelina och familjen bladbaggar. Inga underarter finns listade i Catalogue of Life.